# Mina Puccinelli
Pour les articles homonymes, voir Puccinelli.
Florentine Mina Puccinelli (ou Pulcinelli ou Pucinelli), née Wilhelmine Müeller le 18 avril 1835 à Elbing (Royaume de Prusse) et morte le 1er février 1882 à Valence (Espagne), est une révolutionnaire et journaliste italienne. Elle est surnommée Mina la républicaine.

## Biographie
Sa naissance est datée à 1840 dans une chronique du quotidien Le Figaro.  
Elle se marie à Paris en 1862 avec Léon Puccinelli, officier militaire français servant dans les troupes de Garibaldi. Mina Puccinelli tente d’être agent politique à Berlin d'où elle est expulsée pour espionnage et prostitution et rentre à Bordeaux. 
Elle est décrite par diverses sources comme une « italienne »,.  
Vers 1870, elle réside à Madrid, en dirigeant Le León, journal politique et satirique et collabore à El Iris del Pueblo (L'Iris du Village). Elle entre dans l'armée des Vosges où Garibaldi la remarque et la recrute pour ses entreprises révolutionnaires. Elle est capitaine et recrute des volontaires internationaux « volontaires (vengeurs) de la mort » pour son compte. Son mari meurt, d'après elle, au cours de la guerre franco-allemande de 1870. Elle est blessée au cours de la bataille de Dijon puis emprisonnée à Berlin.  
Pendant la Commune de Paris en 1871,, elle dirige un groupe puis échappe la répression en en Belgique d'où elle rejoint l’Internationale. En octobre et novembre, Mina Pucinelli donne deux conférences à la suite de Liège puis une autre le 23 octobre 1871 à Verviers à la suite d'une invitation de la fédération de Verviers. Elle est d'idéologie républicaine et internationaliste ce qui attire l'attention de la police. Le 2 novembre 1871, elle donne une conférence à Dison où selon la police qui la surveille « Elle engage les femmes à épouser les idées du
socialisme et leur dit que d’elles seules dépend le triomphe des idées que cette société préconise
et d’où dépend la régénération sociale ». Marie Mineur et Hubertine Ruwette ont d'ailleurs peut-être écouté ses discours enflammés.  
Elle migre en Suisse à la suite de son expulsion de Belgique en novembre 1871,. Ses activités de révolutionnaire la forcent à s'exiler de Genève en février ou mars 1872 et elle arrive par la mer au Portugal puis atteint l'Espagne. Elle y rencontre les féministes de Majorque dont Magdalena Bonet Fàbregues (es). Georges Ganier d'Abin se serait lié intimement avec Mina Puccinelli au cours de la Révolution cantonale espagnole. 
Un éclat d’obus la tue lors de l'attaque de Valence par les Républicains en 1873 bien que les circonstances de sa mort ne soient pas claires.

## Œuvre
- Mina Puccinelli, L'homme obscur qui ment, Bruxelles, E. Cheval, 1871 (lire en ligne)